# Jannik Vestergaard
Jannik Vestergaard (* 3. srpna 1992, Kodaň, Dánsko) je dánský fotbalový obránce a reprezentant, hráč anglického klubu Leicester City FC.

## Klubová kariéra
V mládí hrál mj. za dánský klub Brøndby IF z Kodaně. V létě 2010 přestoupil do německého TSG 1899 Hoffenheim. V lednu 2015 změnil v rámci německé Bundesligy působiště a stal se hráčem Werderu Brémy. V červnu 2016 Werder opustil a podepsal smlouvu do roku 2021 s klubem Borussia Mönchengladbach. V červenci 2018 podepsal smlouvu se svým současným klubem Southampton FC.

## Reprezentační kariéra
Hrál za dánské reprezentační výběry od kategorie U18.

Zúčastnil se Mistrovství Evropy hráčů do 21 let 2015 konaného v Praze, Olomouci a Uherském Hradišti, kde byli mladí Dánové vyřazeni v semifinále po porážce 1:4 ve skandinávském derby pozdějším vítězem Švédskem.
V A-týmu Dánska debutoval 14. 8. 2013 v přátelském utkání ve Gdańsku proti týmu Polska (prohra 2:3).